# Абрамов, Всеволод Валентинович
Всеволод Валентинович Абрамов (10 января 1934 — 24 апреля 2017, Санкт-Петербург) — советский офицер, подполковник. Советский и российский военный историк. Кандидат исторических наук. Один из ведущих советских и российских исследователей обороны Аджимушкайских каменоломен. Участник первых раскопок Аджимушкайских каменоломен в 1973 году.

## Биография
Родился 10 января 1934 года. Окончил 1-е Ленинградское военное артиллерийское училище в 1956 году. Служил офицером-артиллеристом, политработником. Позднее преподаватель общественных наук. Выпускник исторического факультета Ленинградского государственного университета в 1966 году.
Кандидат исторических наук. Диссертацию на тему «Оборона Керченского полуострова в мае 1942 года и действия советских войск в окружении» была им защищена в 1977 году в Институте военной истории Министерства Обороны СССР в Москве. Стал ведущим исследователем истории обороны Аджимушкайских каменоломен, чему посвятил всю свою жизнь. Сотрудник Областного музейного центра в Санкт-Петербурге.
В. В. Абрамов был специалистом в области исторического краеведения, региональной истории, истории и культуры Санкт-Петербурга, Крыма, Ленинградской и Новгородской областей, членом Петербургского генеалогического общества.
Умер 24 апреля 2017 года в Санкт-Петербурге.
Лауреат премии журнала «Вокруг Света» и дважды лауреат премии журнала «Чудеса и приключения».

## Исследования
Начал разрабатывать со второй половины 1960-х годов не самую удобную для советской историографии тему катастрофы Крымского фронта и её финальную часть — оборону Аджимушкайских каменоломен. Вместе с другими общественниками, ветеранами добился возвращения внимания к этой тематике и восстановления памяти героев. Участник первых раскопок Аджимушкайских каменоломен в 1973 году. В ходе работы над диссертацией ввёл в научный оборот многие документы. Установил целый ряд личностей героев обороны каменоломен. Свой научный архив он в 2014 году он передал в фонды Восточно-Крымского музея-заповедника с которым сотрудничал многие годы.
Также изучал историческое краеведение северо-запада России, Ленинграда и Ленинградской области.